# ممدوح عباس
ممدوح محمد فتحي عباس (مواليد 1946) رجل أعمال وملياردير مصري. شغل منصب رئيس نادي الزمالك مرتين. امتدت فترة تعيينه الأولى من عام 2006 إلى عام 2008، ثم عاد إلى المنصب للمرة الثانية عندما انتخب رئيسًا للنادي في مايو 2009. استقال من الزمالك في أوائل نوفمبر بسبب خلاف على العقد. أدار مجموعة واسعة من الشركات التجارية التي تراوحت رؤوس أموالها بين 80 و200 مليون دولار أمريكي.

## حياته
تخرج ممدوح عباس من كلية الاقتصاد والعلوم السياسية جامعة القاهرة عام 1967، بدأ حياته المهنية كموظف بشركة النصر للتصدير والاستيراد، واتجه بعدها إلى العمل الحر وأنشأ أولى شركاته عام 1981 والتي عمل من خلالها في مجال التجارة، قبل أن يطور أنشطته لتشمل مجالات البترول وتكنولوجيا المعلومات.

## المناصب الادارية
هو مالك شركة المتطورة لخدمات البترول «أديس»، شريك مؤسس في مجموعة انترو، شريك في شركة كومباس كابيتال، مدير شركة تي بي إس القابضة، رئيس مجلس إدارة شركة العاشر من رمضان للصناعات الدوائية والمستحضرات الشخصية «راميدا». كما أنه عضو غرفة التجارة الأمريكية بمصر.

## العمل الاجتماعي
أسس ممدوح عباس مؤسسة كيميت بطرس بطرس غالي للسلام والمعرفة مع آخرين وتولى رئاسة مجلس الأمناء في 2018. شغل منصب أمين صندوق الاتحاد المصري لكرة القدم، كما شغل منصب أمين صندوق نادي الزمالك.

## رئاسة نادي الزمالك

### الفترة الأولى (أغسطس 2006 - نوفمبر 2008)
قرر المجلس القومي للرياضة في مصر في 9 أغسطس 2006 حل مجلس إدارة نادي الزمالك برئاسة مرتضى منصور وتعيين مجلس مؤقت لادارة شؤون النادي لمدة عام واحد. وشمل القرار تعيين ممدوح عباس رئيسا لنادي الزمالك وحازم عبد الرحمن فوزي نائبا للرئيس ويحيى مصطفى كمال حلمي أميناً للصندوق. لكن إدارة المجلس استمرت حتى عام 2008، بعد التمديد له.
في خلال هذه الولاية حصل الفريق الأول لكرة القدم على كأس مصر 2007/2008.

### الفترة الثانية (مايو 2009 - سبتمبر 2010)
عقدت انتخابات رئاسة نادي الزمالك تنافس خلالها مرتضى منصور، وممدوح عباس وانتهت بفوز عباس برئاسة نادي الزمالك لكن منصور أصر على أن الانتخابات مزورة ورفض نتائجها.

### استكمال الفترة الثانية (ديسمبر 2011 - مايو 2013)
في 20 ديسمبر 2011 قررت المحكمة الإدارية العليا عودة ممدوح عباس لرئاسة نادي الزمالك مرة أخرى بعد انتهاء خصومته مع مرتضى منصور، وفي مايو 2013، انتهت ولاية عباس الأمر الذي دفع وزارة الرياضة لإصدار قرار بمد عمل المجلس حتى موعد الانتخابات المقبلة من أجل الحفاظ على استقرار النادي.

## إنجازات نادي الزمالك مع ممدوح عباس
- بطولة كأس مصر عام 2008[11]